# Cathédrale de l'Immaculée-Conception de Puebla
Pour les articles homonymes, voir Cathédrale de l'Immaculée-Conception.
La cathédrale métropolitaine de l'Immaculée-Conception, située à Puebla, capitale de l'État de Puebla au Mexique, est le siège de l'évêque de l'Archidiocèse de Puebla de los Ángeles. Elle est dédiée à l'Immaculée Conception de la Bienheureuse Vierge Marie